# Tonk Sándor
Tonk Sándor (Kolozsvár, 1947. május 2. – Budapest, 2003. augusztus 14.) erdélyi magyar történész, Tavaszy Sándor unokája, Tonk István testvére, Tonk Márton apja.

## Családja
Református értelmiségi családból származott. Apja dr. Tonk Emil gyermekorvos, anyja Tavaszy Emese. Testvérei Tonk István, az Erdélyi Református Egyházkerület Misztótfalusi Kis Miklós nyomdájának igazgatója és az egyházkerület egyik főgondnoka; Tonk Emese, orosz–magyar szakos tanárnő; Tonk Katalin fogorvos Szigetváron. Felesége Márta, fiai Márton és Sándor. Szüleinek köszönhette, hogy már kisgyermekként megismerhette az erdélyi magyar tudományos élet nagy alakjait, köztük az erdélyi történetírás nagy öregjét, Kelemen Lajost, Entz Géza művészettörténészt, Szabó T. Attila nyelvészt és másokat.

## Élete
Elemi és középiskolai tanulmányait 1953 és 1964 között a kolozsvári Református Kollégiumban végezte, majd a Babeș–Bolyai Tudományegyetem Történelem–Filozófia Karán az egyetemes történelem tanszéken folytatta tanulmányait. Az erdélyi középkori magyar história, a művelődéstörténet és a történelmi segédtudományok művelésébe dr. Jakó Zsigmond professzor vezette be.
Kutatómunkája mellett fontos rész vállalt az erdélyi magyar tudományszervezés, az oktatásügy, a református egyház gondjainak kezelésében. Az Erdélyi Múzeum-Egyesület alelnökeként, majd pedig mint az Erdélyi Református Egyházkerület főgondnoka, a Sapientia Alapítvány Kuratóriumának elnöke, valamint a Sapientia Erdélyi Magyar Tudományegyetem megbízott rektora közvetlenül is felelősséget vállalt az erdélyi magyar tudományosság és oktatás terén.
2013-ban a Sapientia EMTE posztumusz Bocskai István-díjjal tüntette ki.

## Munkássága
Egyetemi tanulmányait követően tudományos kutatóként helyezkedett el. 1969 júniusától három évig a marosvásárhelyi Teleki–Bolyai Könyvtár munkatársa volt. A doktori tanfolyamra az 1969/70-es tanévben iratkozott be. Tervezett doktori disszertációjának tárgya A középkori közjegyzőség Erdélyben. A disszertáció megvédésére nem kerülhetett sor, mert a témavezető tanára Nyugatra távozott. Maga a disszertáció azonban tanulmány formájában 1980-ban megjelent. Doktori disszertációját majd két évtizedes kutató- és feldolgozómunka eredményeként az erdélyiek középkori egyetemjárásának témájában védte meg Budapesten, 1995-ben.
1972-ben lett a Román Akadémia marosvásárhelyi kutatóintézetének tudományos munkatársa. 1992-ben kinevezték a kolozsvári Tudományegyetem történelem karára, ahol az egyetemes középkor történetét adta elő, vezette a magyar írástörténet kollégiumot, valamint a 16–17. századi erdélyi történelmi irodalomról tartott előadásokat. 1997-től a Protestáns Teológiai Intézetnek is tanára volt.

## Művei

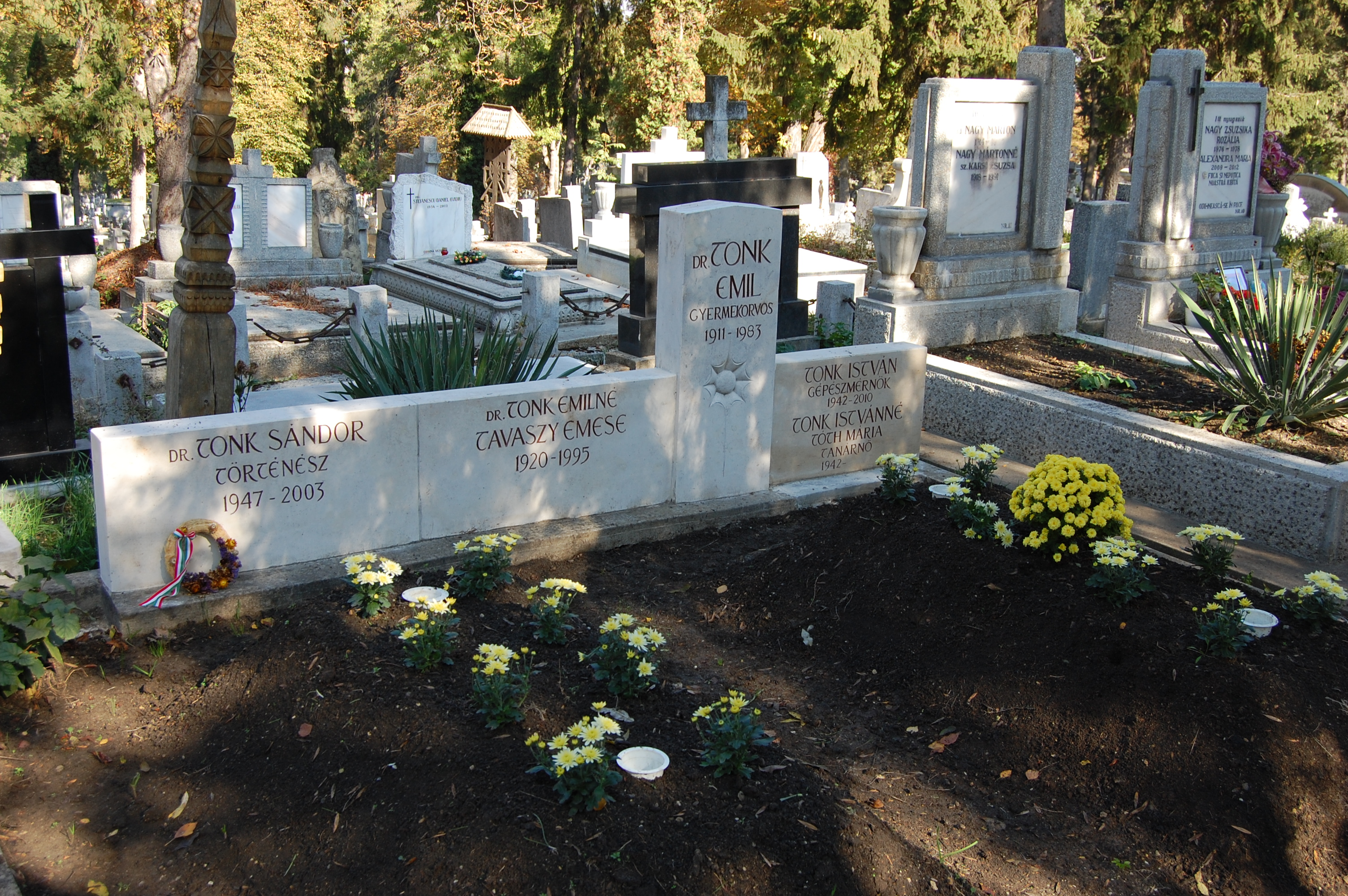
Sírja a Házsongárdi temető Kertek nevű részében

### Önálló kötetek
1. Erdélyiek egyetemjárása a középkorban. Bukarest 1979. 397 old.
Kapcsolódó ismertetések
- Binder, Paul in „Revista de Istorie”, tom. 33, 1980, nr. 6, 1217–1224.;
- Csetri Elek: Peregrinatio academica, in „A Hét”, XI(1980), nr. 43.;
- Hajdú Mihály in „Névtani Értesítő”, 4(1980), 63–67.;
- Szabó Miklós in „Könyvtár” 1980, nr. 4, 28–29.;
- Mészáros István in „Magyar Pedagógia”, 1980, nr. 3, 364–367.;
- Csulák Mihály: Egyetemjáró erdélyiek, in „Köznevelés”, 37(1981), nr. 2, 13.;
- Körmendy Kinga in „Magyar Könyvszemle”;
- Nussbächer, Gernot: Studenten aus 99 Jahren. Ein Beitrag zur Kulturgeschichte von Mediasch im Mittelalter, in „Neuer Weg”, 33(1981), nr. 10 014 (augusztus 4.), 6.;
- Idem: Gehobenes geistiges Niveau. Studierende und Akademiker im mittelalterlichen Heltau, in „Die Woche”, an 14(1981), nr. 711 (július 31.), 6.;
- Idem: Aus Siebenbürgen nach Wien und Krakau. Hermanstädter Studenten im 14. und 15. Jahrhundert, in „Die Woche”, an. 13(1981), nr. 638 (március 7.), 6.;
- Idem: Stolzenburger Studenten an Europas Universitäten. Aus der ältesten Kulturgeschichte der Gemeinde, in „Karpatenrundschau”, an. 15(1982), nr. 47 (november 26.), 1.;
- Idem: Vom Studenten zum Doktor. Zur ältesten Kulturgeschichte von Meschen, in „Neuer Weg”, an. 35(1983), nr. 10 477 (február 1.), 6.;
- Idem: Schässburger Studenten im 15. Jahrhundert, in „Neuer Weg”, an. 32(1980), nr. 9713 (augusztus 12.), 6.;
- Idem: Birthälmer Studenten. Daten zur Kulturgeschichte Birthälms im Mittelalter, in. „Neuer Weg”, an. 35(1982), nr. 10 549 (április 26.), 4.;
- Kovács Géza: Két iskolatörténeti monográfia, in „Tanügyi Újság”, an. 24(1980), nr. 4;
- Nussbächer, Gernot: Siebenbürger an Europas Universitäten. Ein aussreiches Buch zur mittelalterlichen Kulturgeschichte, in „Neuer Weg” an. 32(1980), nr. 9586 (március 15.);
- Bartha Lajos in „Technikatörténeti Szemle”, an. 12 (1980–81), 364.;
- Tófalvi Zoltán in „Vörös Zászló”, an. 32(1980), nr. 28 (február 3.), 3.;
- Vogel Sándor: Oktatásunk múltjából, in „Brassói Lapok”, an. 12(1980), nr. 8 (február 23.);
- Nussbächer, Gernot: Bistritzer Studenten im ersten Viertel des 16. Jahrhunderts, in „Allgemeine Deutsche Zeitung für Rumänien”, 1/1993, nr. 215 (november 3.), 7.

2. Albizálás erdélyi városokban és falvakban. Kiss Sámuel enyedi diák gyűjtőútja. Kísérőtanulmánnyal közreadja Tonk Sándor. Szeged 1991. 82 old. (Peregrinatio Hungarorum 9.)
3. Erdélyiek egyetemjárása a korai újkorban 1521–1700. Szeged 1992. (Fontes Rerum Scholasticarum IV.) 392 old. (Szabó Miklós társszerző)
4. A marosvásárhelyi református kollégium diáksága 1653–1848. Bevezetéssel közzéteszi Tonk Sándor. Szeged 1994. 478 old. (Fontes Rerum Scholasticarum VI.)
Kapcsolódó ismertetés
- Nussbächer, Gernot: Sächsische Studenten am reformierten Kollegium in Neumarkt, in „Karpatenrundschau”, 28 (39)1995, nr. 32(2307), 1.

5. Marosvásárhely. Vártemplom. Sepsiszentgyörgy, 1994 (Erdélyi Műemlékek 7. szám)
6. A magyar nyelvű felsőfokú oktatás Romániában. Múlt – Jelen – Jövő. Kolozsvár 1998. 47 old. (Összeállította és szerkesztette Kötő József és Tonk Sándor) – megjelent román, német és angol nyelven is.
7. Gernyeszeg. Kolozsvár, 1999. (Erdélyi Műemlékek 31. sz.
8. Árva Bethlen Kata írásai. A szöveget gondozta, a bevezetőt és jegyzeteket írta Tonk Sándor. Kolozsvár, 1998
9. A középkori közjegyzőség Erdélyben – Instituția notariatului public în Transilvania medievală (szerk. Rokolya Gábor); 2. átdolg., bőv. kiad.; Közjegyzői Akadémiai Kiadó, Budapest, 2019 (Studia notarialia Hungarica)

### Tanulmányok
1. Formarea intelectualității române și liceul piariștilor din Cluj, in „Studia Universitatis Babeș–Bolyai”, ser. Historia, 13(1968). évf., 1. sz., 45–58.
2. Diplomele de innobilare ale lui Nicolaus Olahus, in „Revista Arhivelor”, XII(1969). évf., 1. sz., 13–31.
3. Jogtudó értelmiségünk középkori történetéből, in „Korunk”, 31(1972). évf., 10. sz., 1487–1491.
4. Könyvtárak, olvasók és olvasmányok a reformkori Marosvásárhelyen, in „Könyvtári Szemle”, 16(1972). évf., 3, 4. sz., 118–121, 167–171, 17(1973). évf., 1. sz., 17–19.
5. Rozgonyi Sutor (Varga) János, in „Irodalomtörténeti Dolgozatok”, 1972. évf., 73–77.
6. Művelődéstörténeti módszerek – művelődéstörténeti feladatatok. „Korunk”, 33(1974). évf., 1116–1119.
7. Könyvgyűjtő erdélyi diákok a középkorban, in „Művelődés”, 28(1975). évf., 12. sz., 112–115.
8. Mihai Viteazul și politica europeană, in „Vatra”, V(1975). évf., 4. sz.
9. Bolyai Farkas öröksége, in „Korunk”, 34(1975). évf., 1–2. sz., 68–71.
10. Egy évforduló kapcsán a korszerű iskolatörténetről. A nagyernyei iskola 275 éves, in „Művelődés”, 30(1977). évf., 1. sz., 40–43.
11. Osztrák katonakórházak Erdélyben 1807-ben, in „Orvosi Hetilap”, 119(1978). évf., 18. sz., 1109–1112. (Spielmann József dr., Szőkefalvi Nagy Zoltán dr. társszerzőjeként)
12. A középkori közjegyzőség Erdélyben, in „Művelődéstörténeti Tanulmányok”, Bukarest 1980. 36–62.
13. A marosvásárhelyi Bolyai Farkas líceum 425 éves múltjából, in „Korunk”, 41(1982). évf., 11. sz.
14. Un izvor transilvănean contemporan despre mișcarea antihabsburgică condusă de Francisc Rákóczi II. – Jurnalul căpitanului Mihail Teleki II, in „Cercetări de științe sociale”, Tg. Mureș 1982. 209–224. (társszerző Ioan Chiorean)
15. Ami hiányzik a krónikákból, in „A Tett”, 1982. évf., 4. sz., 23–29.
16. A marosvásárhelyi református kollégium múltjából in „Marosvásárhely és Vártemploma”, Budapest 1990. 113–122.
17. Az iskolaügy Erdélyben a reformáció korában, in „Egyházak a változó világban”, Esztergom 1991. 423–426.
18. Rozgonyi Varga János önéletírása, in „Lymbus. Művelődéstörténeti Tár”, IV/1992. évf., 143–168.
19. Erdélyiek egyetemjárása a középkor és a kora újkor folyamán, in „Régi és új peregrináció. Magyarok külföldön és külföldiek Magyarországon (A III. nemzetközi Hungarológiai Kongresszuson – Szeged 1991. augusztus 12–16. – elhangzott előadások)”, II., Buda-pest–Szeged 491–507.
21. Az Erdélyi Magyar Nyelvművelő Társaság és Marosvásárhely, in „Művelődés”, 46/1994. évf., 4. sz., 1–4.
22. Cariera unui intelectual în secolul al XVI-lea (Drumul lui Nicolaus Olahus spre scaunul episcopal), in „De la umanism la luminism”, Târgu Mureș 1994. 7–14.
23. A Telekiek Erdély történetében, in „Sáromberke 1319–1994”, Sáromberke 1994. 165–177.
24. Egyetemjárás az egyetem nélküli országban. Egy kultúrtörténeti kutatás néhány tanulsága, in „Korunk”, 3(1994). évf., 5. sz., 129–132.
25. Táj és ember az erdélyi Mezőségen a középkorban, in „Korunk”, 5(1994). évf., 9. sz., 23–32.
26. Die Notariatsurkunden und die Notarszeichen in Siebenbürgen, in „Graphische Symbole in mittelalterlichen Urkunden. Beiträge zur diplomatischen Semiotik”, Jan Thorbecke Verlag, Sigmaringen 1996. 709–715.
27. A honfoglalás jelentősége a magyar nép és Európa történetében, in „Művelődés”, 49(1996). évf., 7–6. sz., 9–11.
28. A honfoglalás és a magyarság megtelepedése Erdélyben, in „Erdélyi Református Naptár 1996”, Kolozsvár 1995. 97–103.
29. Régi erdélyi farsangok, in „Kriza János Néprajzi Társaság Évkönyve 4”, Kolozsvár 1996. 7–28.
30. A kolozsvári református theológiai fakultás megalapításának előzményei, in „Quo Vadis”, 1996. 8. sz., 3–7.
31. A magyarság megtelepedése Erdélyben a krónikák tükrében, in „Erdélyi Múzeum”, 1996. 1–2. sz.
32. Siebenbürgische Studenten an den ausländischen Universitäten, in „Beiträge zur siebenbürgische Schulgeschichte”. Hsgb. Walter König. Köln–Wiemar–Wien 1996. 113–124.
33. Dr. Tavaszy Sándor műveinek könyvészete, in „Akik jó bizonyságot tettek. A kolozsvári református theológia tanárai”, Kolozsvár 1996. 140–172. (társszerző Tonk Márton)
34. Marosvásárhely története az utcanevek tükrében, in Horváth Szabolcs: „Marosvásárhely utcanevei tegnap és ma”, Marosvásárhely 1997. 8–12.
35. A Telekiek és a Református Egyház, in „Egyszer volt… Előadások a Teleki és Vay családok történetéből”, Miskolc 1998. 19–32.
36. A magyarság berendezkedése Erdélyben a honfoglalást követő időben, in „Történelmünk a Duna-medencében” című tanulmánykötetben, Kolozsvár–Temesvár 1998. 38–49.
37. Ravasz László és Kolozsvár, in „Erdélyi Református Naptár a 2000. szökőévre”, Kolozsvár 1999. 197–202.
38. Erdély integrálódása a középkori magyar államban, in „Erdély a keresztény magyar királyságban” tanulmánykötet, Erdélyi Tudományos Füzetek 231. sz., Kolozsvár 2001.
39. Vita sine literis mors est. Gondolatok a marosvásárhelyi Teleki Téka megnyitásának 200. évfordulóján, in „Emlékkönyv a Teleki Téka alapításának 200. évfordulójára 1802 – 2002”, Mentor Kiadó, Marosvásárhely 2002.

### Alkalmi írások, könyvismertetések, emlékezések
1. Ladislau Lukács S. I.–Ladislaus Polgár S. I.: Documenta Romana Societatis Jesu in regnis olim Corona Hungarica Unitis. I–II, Roma, 1959, 1965, in „Studia Universitatis Babeș–Bolyai”, ser. Historia, fasc. 2(1968). 134–136.
2. Anyanyelvű műveltségünk középkori gyökerei, in „A Hét”, 2(1971). évf., 41. sz.
3. Folia Diplomatica, in „Anuarul Institutului de Istorie din Cluj”, 1972, 488–490.
4. Könyv egy XVIII. századi tudós mecénásról, in „A Hét”, 7(1976). évf., 53. sz.
5. Jakó Zsigmond köszöntése, in „Korunk”, 35(1976). évf., 8 sz., 616.
6. Búcsú Kócziány Lászlótól, in „Igaz Szó”, 25(1977). évf., 2. sz., 156–157.
7. Értelmiségi múlt – Nemzetiségtörténeti feladatok (Jakó Zsigmond: Írás, könyv, értelmiség), in „A Hét”, 8(1977). évf., 13 sz. (április 1.)
8. Névtelen erdélyi peregrinusok, in „A Tett”, 1979. 3. sz., 56–57.
9. Szépségben, jólétben gyarapodjék. Dankanits Ádám, a történész, in „A Hét”, 13(1982). évf., 10. sz.
10. Tavaszy Sándor emlékezete, in „Üzenet”, I(1990). évf., 1. sz.
11. Dr. Farczádi Elek, in „Üzenet”, I(1990). évf., 3. sz.
12. Hitet és népet megtartó könyv. 400 éves a Károlyi Biblia, in „Üzenet”, I(1990). évf., 7. sz.
13. Az 1848–49-es forradalom és szabadságharc tragikus tanulsága, in „Népújság”, 42(1990). évf., 55. sz. (március 15.), 3–4.
14. Az Erdélyi Múzeum-Egyesület köszöntése, in „Népújság”, 42(1990). évf., 212. sz. (október 25.), 1, 4.
15. Egy marosvásárhelyi histórikus. Dr. Farczády Elek, in „Népújság”, 42(1990). évf., 75. sz. (április 12.), 1.
16. Mátyás király emlékezete, in „Népújság”, 42(1990). évf., 73. sz. (április 10.), 1.
17. Mátyás király öröksége, in „A Hét”, 21(1990). évf., 14. sz., 1–2.
18. Mátyás király igazsága, in „Erdélyi Figyelő”, 1990. évf.
19. „Az Ige veteményeskertje”. A templom és az iskola Erdély múltjában, in „Magyarok”, 2(1990). évf., 10. sz., 20–29.
20. Herepei János (1891–1970), in „Művelődés”, 40(1991). évf., 10. sz., 24–25.
21. Egy ballagási emléklapra, in „Népújság”, 43(1991). évf., 114. sz., 1–3.
22. „Hagyjunk magunk után valamit.” A kolozsmonostori konvent jegyzőkönyvei (1289–1556). Kivonatokban közzéteszi és a bevezető tanulmányt írta Jakó Zsigmond. I–II. Budapest 1990. in „Erdélyi Múzeum”, 54/1992, 1–4. füzet, 161–164.
23. Város születik, in „Népújság Évkönyv 1993”, 59–64.
24. A történész Bözödi György, in „Látó”, IV(1993). évf., 4. sz., 90–95.
25. I. Rákóczi György emlékezete, in „Református Tiszántúl”, I(1993). évf., 4. sz., 19.
26. Emlékbeszéd Lorántffy Zsuzsanna nagyváradi szobrának avató ünnepségén, in „Partiumi Közlöny”, VI(1996). évf., 13. sz., 8–9.
27. Múltunk vállalása, in „Üzenet”, VII(1996). évf., 4. sz., 1.
28. A genfi reformáció emlékműve: Bocskai István, Erdély fejedelme, in „Magyar Református Világhíradó”, II(1997). évf., 1. sz., 6–7.
29. Itt az ideje annak, hogy azt tegyük, amit kell (Felszólalás a kolozsvári magyar tudományegyetem ügyében a Bolyai Társaság 1997. március 8-i közgyűlésén), in „Korunk”, 1997, 4. sz., 56–50.
30. Marosvásárhely rövid bemutatása. Története, in „Marosvásárhelyi egyetemi tájékoztató”, Marosvásárhely 1996. 7–11. – Erdélyi Magyar Műszaki Társaság. V. Országos Szakmai Napok. Marosvásárhely 1996. 4–7.
31. Újesztendei gondolat, in „Üzenet”, IX(1998). évf., 1. sz., 1.
32. Geleji Katona István (1589–1649), in „Erdélyi Református Naptár 1999”, Kolozsvár 1998. 159–161.
33. Kőváry László (1819–1907), in „Erdélyi Református Naptár 1999”, Kolozsvár 1998. 177–182.
34. A keresztyén iskola szerepe az erdélyi magyarság múltjában, in „Erdélyi Református Naptár a 2000. szökőévre”, Kolozsvár 1999. 93–100.
35. A magyar keresztyénség első százada, in „Erdélyi Református Naptár a 2000. szökőévre”, Kolozsvár 1999. 122–128.
36. Beköszöntő, in „Sapientia Erdélyi Magyar Tudományegyetem”, készült 2001-ben a Sapientia Alapítvány és a Határon Túli Magyarok Hivatala megbízásából, Kolozsvár 1.
37. Kedves fiatalok, a Sapientia – Erdélyi Magyar Tudományegyetem eljövendő hallgatói, in „Felvételi Tájékoztató”, Erdélyi Magyar Tudományegyetem, Kolozsvár 2001. 1.
38. Sapientia Alapítvány, Beszámoló 2000–2002 előszava, készült 2003–ban a Sapientia Alapítvány megbízásából, Kolozsvár
39. Kedves fiatalok, jövendőbeli egyetemi hallgatók! Rektori köszöntő in „Felvételi Tájékoztató”, Erdélyi Magyar Tudományegyetem, Kolozsvár 2003. 1.